# Ixodes occultus
Ixodes occultus är en fästingart som beskrevs av Pomerantsev 1946. Ixodes occultus ingår i släktet Ixodes och familjen hårda fästingar. Inga underarter finns listade i Catalogue of Life.